# Wolfgang Haupt
Wolfgang Haupt es un deportista alemán que compitió en bobsleigh en la modalidad cuádruple. Ganó dos medallas en el Campeonato Europeo de Bobsleigh, plata en 1993 y bronce en 1994.

## Palmarés internacional
| Campeonato Europeo | Campeonato Europeo   | Campeonato Europeo | Campeonato Europeo |
| Año                | Lugar                | Medalla            | Prueba             |
| ------------------ | -------------------- | ------------------ | ------------------ |
| 1993               | Sankt Moritz (Suiza) | Medalla de plata   | Cuádruple          |
| 1994               | La Plagne (Francia)  | Medalla de bronce  | Cuádruple          |